# Chris Cacavas
Chris Cacavas (* 5. Mai 1961 in Tucson, Arizona) ist ein US-amerikanischer Alternative-Sänger und Songwriter.

## Biografie
Chris Cacavas wurde in Tucson, USA geboren. Zusammen mit Dan Stuart zog er 1980 nach Los Angeles und gründete dort die Band Green on Red. Nachdem er Green on Red  zirka 1987 verlassen hatte (die Band bestand als Duo weiter bis 1992), begann Cacavas 1988 mit den Aufnahmen zu seinem Debütalbum Chris Cacavas and Junkyard Love, das 1989 erschien. Nachdem er mehrere Soloalben veröffentlicht hatte, zog er 2002 von den USA nach Deutschland. Dort nahm er im März 2004 das Album Self Taut auf, das beim deutschen Label Blue Rose erschien. Auf einer sich anschließenden Tournee wurde 2004 in Stuttgart die Platte Live at the Laboratorium aufgenommen, welche 2005 ebenfalls bei Blue Rose erschien. Als Bonus lag dem Album eine DVD bei, auf der sich weitere acht Songs befanden.
In Lauf seiner musikalischen Karriere arbeitete Chris Cacavas mit vielen anderen Musikern und Bands, beispielsweise mit Steve Wynn, Calexico, Giant Sand und Jason Molina.
2005 trat er für einige Shows mit den wiedervereinigten Green on Red unter anderem in Tucson und London auf.
2008 nahm er sein Album Love’s Been Discontinued auf, welches im September 2009 bei Blue Rose erschien.
Chris Cavacas ist zurzeit Mitglied der Band The Dream Syndicate sowie Gitarrist der Americana-Band No Sugar, No Cream.
Zu seinem 60. Geburtstag erschien 2021 ein Tribute-Album, das 18 Cover-Versionen seiner Songs enthält.
Chris Cacavas lebt mit seiner deutschen Frau und Sohn Dylan in Karlsbad bei Karlsruhe.

## Diskografie

### Alben
- 1st Album (1989)
- Six String Soapbox (1992) limitiert auf 1000 CDs.
- Good Times (1992)
- Pale Blonde Hell (1994)
- Dwarf Star (1994 – limitiert auf 2000 CDs – wiederveröffentlicht 1999)
- New Improved Pain (1995)
- Anonymous (1997)
- Kneel (2002)
- Bumbling Home from the Star (2002)
- Self Taut (2004)
- Love’s Been Discontinued (2009)
- Love’s Been Re-Discontinued (2013)
- Me and the Devil (2014)
- Burn the Maps (2020)
- Ruins Your Favorites (2020)

### DVD
- Live at the Laboratorium (2005)